# Alfred H. Moses
Alfred H. Moses (Baltimore, 24 de julio de 1929) es un abogado y diplomático estadounidense que se desempeñó como embajador de EE. UU. en Rumania bajo la presidencia de Bill Clinton de 1994 a 1997 y emisario presidencial especial para el problema de Chipre, de 1999 a 2001. Se desempeñó como presidente del Comité Judío Estadounidense entre 1991 y 1995.

## Biografía
Moisés creció en Baltimore, Maryland. Realizó su secundaria en el Baltimore City College, y tras graduarse asistió a Dartmouth College; donde recibió su licenciatura en 1951. Asistió a la Escuela Woodrow Wilson de la Universidad de Princeton entre 1951 y 1952. Sirvió en la Marina de los EE. UU. Fue editor del Georgetown Law Review de la Universidad de Georgetown de donde se licenció en derecho en 1956.
Moses se unió al bufete de abogados de Covington & Burling en Washington D. C., ejerciendo en las áreas de litigio, asuntos corporativos y de valores, y arbitraje.
También se desempeña como director de estrategia de Promontory Financial Group, una firma global de consultoría de servicios financieros, es vicepresidente de Promontory Interfinancial Network, una empresa de tecnología financiera con sede en Arlington, Virginia, y es presidente de la ONG UN Watch.
Moses fue el abogado principal del presidente Jimmy Carter en las audiencias de "Billygate" en el Senado de los Estados Unidos. Se desempeñó como Asesor Especial y Consejero Especial del Presidente Carter, 1980-81. Ion Iliescu; por entonces presidente de Rumania, le otorgó la Medalla Mare Cruce de Rumania en 2002 , (siendo él, el único estadounidense en recibir tal honor). Moses ha sido columnista en The New York Times, International Herald Tribune, The Washington Post, The Christian Science Monitor entre publicaciones, editando numerosos artículos sobre temas de Europa Central y Oriente Medio.
Publicó el libro Bucharest Diary: An American Ambassador's Journey el 12 de julio de 2018.
El 17 de mayo de 2023, en representación de la American Friends of ANU, Moses compró el Codex Sassoon; la Biblia hebrea casi completa más antigua del mundo, como regalo para el Museo del Pueblo Judío.